# Al-Musta'in
Al-Musta'in, död 866, var abbasidernas 12:e kalif. Han var regerade kalif i Abbasidkalifatet mellan 862 och 866. 